# علي عواض العسيري
علي بن سعيد ال عواض عسيري (1953م أبها) من قبيلة عسير (سفير السعودية لدى لبنان. وكان سابقا سفيراً للمملكة في باكستان. حاصل على ماجستير علاقات دولية والدكتوراه من بيروت .